# یوبی‌پی
یوبی‌پی (انگلیسی: Union Bancaire Privée) شرکت خدمات مالی و بانکداری سوئیسی است، که در سال ۱۹۶۹ تأسیس شد.